# XVIIIe gouvernement constitutionnel portugais
IIIe République portugaise
XVIIe constitutionnel XIXe constitutionnel
Le XVIIIe gouvernement constitutionnel (en portugais : XVIII Governo Constitucional) est le gouvernement de la République portugaise entre le 26 octobre 2009 et le 21 juin 2011, sous la XIe législature (pt) de l'Assemblée de la République.
Il est dirigé par le socialiste José Sócrates, vainqueur à la majorité relative des élections législatives. Il succède au XVIIe gouvernement constitutionnel, déjà sous l'autorité de Sócrates. Il est remplacé par le XIXe gouvernement constitutionnel, sous la direction du conservateur Pedro Passos Coelho.

## Historique du mandat
Dirigé par le Premier ministre socialiste sortant José Sócrates, ce gouvernement est constitué et soutenu par le Parti socialiste (PS). Seul, il dispose de 97 députés sur 230, soit 42,2 % des sièges de l'Assemblée de la République.
Il est formé à la suite des élections législatives du 27 septembre 2009.
Il succède donc au XVIIe gouvernement constitutionnel, déjà dirigé par Sócrates, constitué et soutenu par le PS qui disposait de la majorité absolue des sièges.
Au cours du scrutin, le Parti socialiste reste le premier parti du Portugal mais perd près de 25 parlementaires, mettant fin à la seule majorité absolue de son histoire. Aucun autre parti n'est cependant en mesure de constituer une majorité alternative : si le centre droit totalise cinq mandats de plus que les socialistes, les forces de gauche et centre gauche contrôlent plus de la moitié des sièges.

### Formation
Le 12 octobre, le président de la République Aníbal Cavaco Silva invite Sócrates à constituer le XVIIIe gouvernement constitutionnel. Bénéficiant d'un délai de dix jours à compter de sa désignation pour présenter sa liste de ministres, il annonce avoir l'intention de se réunir avec tous les partis afin de sonder leur disponibilité pour contribuer à la stabilité gouvernementale, la résolution des problèmes du pays et garantir un mandat de quatre ans pour le prochain exécutif. Le Premier ministre sortant annonce trois jours plus tard qu'il a l'intention de proposer au chef de l'État un cabinet en minorité après que tous les autres partis ont refusé de constituer avec les socialistes une coalition gouvernementale.
Sócrates présente à Cavaco Silva la composition de son nouveau gouvernement le 22 octobre, à l'expiration du délai constitutionnel de dix jours. La moitié des ministres est remplacée, six sont reconduits, dont la plupart des ministres régaliens, deux changent de poste et un secrétaire d'État est promu,. L'exécutif est assermenté quatre jours plus tard, le 26 octobre, au palais national d'Ajuda. Le président de la République rappelle alors son engagement d'une « coopération stratégique » avec l'équipe ministérielle, soulignant qu'il sait « de sa propre expérience » qu'un « gouvernement minoritaire est un cadre politique complexe, qui n'implique pas l'ajournement des réformes ». Il rappelle au Premier ministre qu'il doit gouverner pour quatre ans, une durée qui correspond à « l'horizon temporel d'action de n'importe quel exécutif ». Soumis au Parlement le 5 novembre, le programme gouvernemental y est approuvé par défaut le lendemain, aucun groupe n'ayant proposé son rejet, ni le gouvernement son approbation formelle.

### Démission et succession
Le 23 mars 2011, quelques heures après que l'Assemblée de la République a rejeté son quatrième programme de stabilité et de croissance (PEC) incluant de nouvelles mesures d'austérité budgétaire, José Sócrates annonce sa démission. Il appelle à des élections législatives anticipées afin de résoudre la crise politique, sociale et économique que traverse le Portugal, excluant totalement la possibilité de former un nouveau cabinet dans le cadre parlementaire actuel.
Le scrutin s'étant soldé par une nette victoire des partis de centre droit, le conservateur Pedro Passos Coelho constitue le 21 juin suivant le XIXe gouvernement constitutionnel.

## Composition
| Portefeuille                                                             | Titulaire | Titulaire            | Parti |
| ------------------------------------------------------------------------ | --------- | -------------------- | ----- |
| Premier ministre                                                         |           | José Sócrates        | PS    |
| Ministre d'État Ministre des Affaires étrangères                         |           | Luis Amado           | PS    |
| Ministre d'État Ministre des Finances                                    |           | Teixeira dos Santos  | Sans  |
| Ministre de la Présidence                                                |           | Pedro Silva Pereira  | PS    |
| Ministre de la Défense nationale                                         |           | Augusto Santos Silva | PS    |
| Ministre de l'Intérieur                                                  |           | Rui Pereira          | Sans  |
| Ministre de la Justice                                                   |           | Alberto Martins      | PS    |
| Ministre de l'Économie, de l'Innovation et du Développement              |           | José Vieira da Silva | PS    |
| Ministre de l'Agriculture, du Développement rural et de la Pêche         |           | António Serrano      | Sans  |
| Ministre des Travaux publics, des Transports et des Communications       |           | António Mendonça     | Sans  |
| Ministre de l'Environnement et de l'Aménagement du territoire            |           | Dulce Pássaro        | Sans  |
| Ministre du Travail et de la Solidarité sociale                          |           | Helena André         | PS    |
| Ministre de la Santé                                                     |           | Ana Jorge            | Sans  |
| Ministre de l'Éducation                                                  |           | Isabel Alçada        | Sans  |
| Ministre de la Science, de la Technologie et de l'Enseignement supérieur |           | Mariano Gago         | Sans  |
| Ministre de la Culture                                                   |           | Gabriela Cavanilhas  | Sans  |
| Ministre des Affaires parlementaires                                     |           | Jorge Lacão          | PS    |